# كأس القارات 1997
أقيمت بطولة كاس القارات 1997 في المملكة العربية السعودية خلال الفترة ما بين 12 إلى 21 أكتوبر في عام 1997 وقد حقق لقبها منتخب البرازيل.

## المنتخبات المشاركة
- السعودية - المستضيف والبطل لكأس آسيا 1996
- البرازيل - بطل كأس العالم 1994
- الأوروغواي - بطل كوبا أمريكا 1995
- جنوب إفريقيا - بطل كأس الأمم الأفريقية لكرة القدم 1996
- أستراليا - بطل كأس أوقيانوسيا 1996
- جمهورية التشيك - الوصيف ليورو 96 بعد اعتذار ألمانيا (بطلة يورو 96) عن المشاركة.
- المكسيك - بطل الكأس الذهبية 1996
- الإمارات العربية المتحدة - الوصيف لكأس آسيا 1996

## الحكام
| أفريقيا - لوسين بوشارديو - إيان مكلويد آسيا - سعد كميل - بيروم أن براسيرت أوروبا - نيكولاي ليفينيكوف | أمريكا الشمالية والوسطى - راميش رامدان أمريكا الجنوبية - خافيير كاستريلي - ريني أورتوبي |

### تشكيلات
- انظر تشكيلات كأس القارات 1997

## مرحلة المجموعات

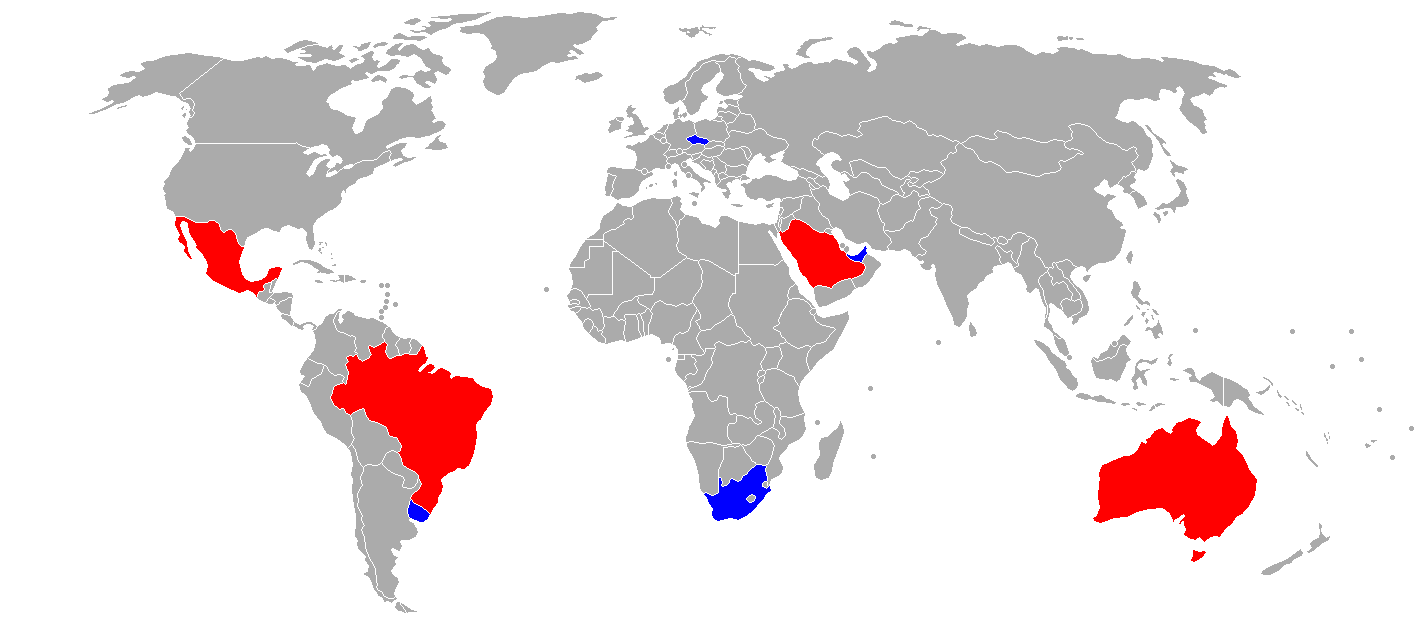
الفرق المشاركة في كأس القارات 1997

### مجموعة أ
| المنتخب  | نقاط | لعب | فاز | تعادل | خسر | له | عليه |
| -------- | ---- | --- | --- | ----- | --- | -- | ---- |
| البرازيل | 7    | 3   | 2   | 1     | 0   | 6  | 2    |
| أستراليا | 4    | 3   | 1   | 1     | 1   | 3  | 2    |
| المكسيك  | 3    | 3   | 1   | 0     | 2   | 8  | 6    |
| السعودية | 3    | 3   | 1   | 0     | 2   | 1  | 8    |

| السعودية | 0–3 | البرازيل                           |
| -------- | --- | ---------------------------------- |
|          |     | سيزار سامبايو 65' روماريو 73'، 80' |

عدد الحضور: 50,000
| المكسيك                  | 1–3 | أستراليا                                       |
| ------------------------ | --- | ---------------------------------------------- |
| لويس هيرنانديز 80' (pen) |     | مارك فيدوكا 45' جون ألويزي 59' داميان موري 90' |

عدد الحضور: 15,000
| السعودية | 0–5 | المكسيك                                                               |
| -------- | --- | --------------------------------------------------------------------- |
|          |     | فرانسيسكو بالنسيا 20', 62' كواوتيموك بلانكو 68', 7 6' براولو لونا 75' |

عدد الحضور: 15,000
| أستراليا | 0–0 | البرازيل |
| -------- | --- | -------- |
|          |     |          |

عدد الحضور: 15,000
| السعودية         | 1–0 | أستراليا |
| ---------------- | --- | -------- |
| محمد الخليوي 40' |     |          |

عدد الحضور: 20,000
| البرازيل                                         | 3–2 | المكسيك                          |
| ------------------------------------------------ | --- | -------------------------------- |
| روماريو 41' (pen) دينيلسون 61' جونيور بايانو 66' |     | كواوهيتموك 51' رامون راميريز 90' |

عدد الحضور: 20,000

### مجموعة ب
| المنتخب                  | نقاط | لعب | فاز | تعادل | خسر | له | عليه |
| ------------------------ | ---- | --- | --- | ----- | --- | -- | ---- |
| الأوروغواي               | 9    | 3   | 3   | 0     | 0   | 8  | 4    |
| جمهورية التشيك           | 4    | 3   | 1   | 1     | 1   | 9  | 5    |
| الإمارات العربية المتحدة | 3    | 3   | 1   | 0     | 2   | 2  | 8    |
| جنوب إفريقيا             | 1    | 3   | 0   | 1     | 2   | 5  | 7    |

| الإمارات العربية المتحدة | 0–2 | الأوروغواي                                         |
| ------------------------ | --- | -------------------------------------------------- |
|                          |     | نيكولاس أوليفيرا 47' أنتونيو باتشيكو دي أغوستي 90' |

عدد الحضور: 13,000
| جنوب إفريقيا                           | 2–2 | جمهورية التشيك           |
| -------------------------------------- | --- | ------------------------ |
| براندن أوغستين 39' هيلمان ميكاليلي 86' |     | فلاديمير سميتشر 19', 40' |

عدد الحضور: 7,500
| الإمارات العربية المتحدة | 1–0 | جنوب إفريقيا |
| ------------------------ | --- | ------------ |
| حسن مبارك 5'             |     |              |

عدد الحضور: 11,000
| جمهورية التشيك | 1–2 | الأوروغواي                               |
| -------------- | --- | ---------------------------------------- |
| هورست سيغل 89' |     | نيكولاس أوليفيرا 26' مارسيلو زالايتا 88' |

عدد الحضور: 9,000
| الإمارات العربية المتحدة | 1–6 | جمهورية التشيك                                                              |
| ------------------------ | --- | --------------------------------------------------------------------------- |
| عدنان الطلياني 78'       |     | محمد عبيد 11' (هدف ذاتي) بافل نيدفيد 22', 31' فلاديمير سميتشر 42', 68', 71' |

عدد الحضور: 8,000
| الأوروغواي                                                  | 4–3 | جنوب إفريقيا                                          |
| ----------------------------------------------------------- | --- | ----------------------------------------------------- |
| داريو سيلفا 12', 66' ألفارو ريكوبا 42' كريستيان كاليخاس 90' |     | لوكاس راديبي 11' هيلمان ميكاللي 69' بولين ندلانيا 77' |

عدد الحضور: 8,000

## مرحلة خروج المغلوب
|  | نصف النهائي        | نصف النهائي        |   |                    | النهائي            | النهائي |  |
|  |                    |                    |   |                    |                    |         |  |
|  | 19 ديسمبر - الرياض |                    |   |                    |                    |         |  |
|  | البرازيل           | 2                  |   |                    |                    |         |  |
|  | جمهورية التشيك     | 0                  |   |                    |                    |         |  |
|  |                    |                    |   |                    |                    |         |  |
|  |                    |                    |   |                    | 21 ديسمبر - الرياض |         |  |
|  |                    |                    |   |                    | البرازيل           | 6       |  |
|  |                    | أستراليا           | 0 |                    |                    |         |  |
|  |                    |                    |   |                    |                    |         |  |
|  |                    |                    |   |                    |                    |         |  |
|  |                    |                    |   |                    | المركز الثالث      |         |  |
|  | 19 ديسمبر - الرياض | 19 ديسمبر - الرياض |   | 21 ديسمبر - الرياض | 21 ديسمبر - الرياض |         |  |
|  | الأوروغواي         | 0                  |   | جمهورية التشيك     | 1                  |         |  |
|  | أستراليا           | 1                  |   |                    | الأوروغواي         | 0       |  |

### نصف النهائي
| البرازيل                  | 2–0   | جمهورية التشيك |
| ------------------------- | ----- | -------------- |
| روماريو 54' · رونالدو 83' | تقرير |                |

| الأوروغواي | 0–1 (ب.و.إ.) | أستراليا |
| ---------- | ------------ | -------- |
|            | تقرير        | كيول 92' |

### مباراة تحديد المركز الثالث
| جمهورية التشيك | 1–0   | الأوروغواي |
| -------------- | ----- | ---------- |
| لاسوتا 63'     | تقرير |            |

### النهائي
| البرازيل                                           | 6–0   | أستراليا |
| -------------------------------------------------- | ----- | -------- |
| رونالدو 15'، 27'، 59' · روماريو 38'، 53'، 75' (ض.) | تقرير |          |

| بطل كأس القارات 1997      |
| ------------------------- |
| · البرازيل · للمرة الأولى |

## الهدافين
حصل روماريو على جائزة الحذاء الذهبي لتسجيله سبعة أهداف.في المجموع ، تم تسجيل 52 هدفا من قبل 32 لاعبا مختلفا ، مع احتساب هدف واحد منهم فقط كهدف في مرماه.
7 أهداف
- روماريو

5 أهداف
- فلاديمير شميتسر

4 أهداف
- رونالدو

3 أهداف
- كواوتيموك بلانكو

هدفين
- بافل نيدفيد
- فرانسيسكو بالنسيا
- هلمان مكاليلي
- نيكولاس أوليفيرا
- داريو سيلفا

هدف
- مارك فيدوكا
- جون ألويسي
- داميان موري
- هاري كيول
- سيزار سامبايو
- دينيلسون
- جونيور بايانو
- هورست سيغيل
- إدوارد لاسوتا
- محمد الخليوي
- لويس هرنانديز
- براوليو لونا
- رامون راميريز
- بولين ندلانيا
- لوكاس راديبي
- بريندان أوغسطين
- حسن مبارك
- عدنان الطلياني
- أنطونيو باتشيكو
- مارسيلو زالايتا
- كريستيان كاليخاس
- ألفارو ريكوبا

هدف ذاتي
- محمد الزهراني (ضد جمهورية التشيك)